# Scytodes quattuordecemmaculata clarior
Scytodes quattuordecemmaculata là một phân loài nhện trong họ Scytodidae.
Loài này thuộc chi Scytodes. Scytodes quattuordecemmaculata clarior được Embrik Strand miêu tả năm 1907.